# 4. Sinfonie (Schumann)
Die 4. Sinfonie in d-Moll op. 120 wurde von Robert Schumann von Juni bis September 1841 komponiert und zum Geburtstag seiner Frau Clara Schumann fertiggestellt, aber erst 1851 nach einer umfassenden Überarbeitung und Neuinstrumentation veröffentlicht. Chronologisch gesehen ist sie Schumanns 2. Sinfonie; die heute als 2. und 3. Sinfonie bekannten Werke entstanden später.
Die Sinfonie sollte ursprünglich aus einem Satz bestehen und trug zunächst den Titel „Sinfonische Fantasie für großes Orchester“. Der Zusammenhang der Sätze wird auch durch zahlreiche Themenverknüpfungen in allen Sätzen unterstützt.

## Zur Musik
Die 1851 veröffentlichte Version hat vier Sätze, welche ohne Pause („attacca“) aufeinander folgen:
1. Ziemlich langsam – Lebhaft
2. Romanze. Ziemlich langsam
3. Scherzo. Lebhaft – Trio
4. Langsam – Lebhaft – Presto

Die Urfassung von 1841 trug folgende vier (italienische) Satzbezeichnungen:
1. Andante con moto – Allegro di molto
2. Romanza: Andante
3. Scherzo: Presto
4. Largo – Finale: Allegro vivace

Die Besetzung des Werkes verlangt zwei Flöten, zwei Oboen, zwei Klarinetten, zwei Fagotte; vier Hörner, zwei Trompeten, drei Posaunen; Pauken und ein fünfstimmiges Streichorchester.